# Каждый сам за себя
«Каждый сам за себя» (англ. Every Man for Himself) — четвёртая серия третьего сезона американского телесериала «Остаться в живых». Центральным персонажем серии, уже не в первый раз, является Сойер.

## Сюжет

### Воспоминания
За аферу с Кэссиди Сойер попал в тюрьму. Возвращаясь по приказу охраны из спортзала, где он занимался боксом, Сойер увидел, как группа заключённых избивает какого-то человека. Ему рассказали, что этого заключённого зовут Мансон. Он оказался за решёткой потому, что украл 10 миллионов долларов, принадлежащих государству. Государство хочет их вернуть. Начальник тюрьмы заключает с Сойером сделку: он должен узнать, где деньги, и его выпустят досрочно. Сойер быстро завоевал доверие Мансона, предупредив, что начальник тюрьмы собирается присвоить эти деньги путём давления на его жену.
Когда на свидание к Сойеру пришла Кэссиди, она показала ему фотографию девочки-младенца. Оказалось, что Кэссиди родила от него дочь, которую назвала Клементиной. В ответ Сойер заявил, что Кэссиди принимает его не за того человека, и ни о какой дочери он и знать не хочет.
Затем Мансон рассказал Сойеру о местонахождении 10-ти миллионов, и тот, согласно договоренности, передал эту информацию начальнику тюрьмы. За это ему сократили срок. Когда Сойера спросили, на какой счёт перевести причитающиеся ему комиссионные, он попросил положить их в банк в Альбукерке на имя Клементины Филлипс.

### События
При разговоре с Джеком Джульет пыталась уверить его, что все решения Другие принимают сообща, а не по повелению Бена. Однако, когда неожиданно появился Бен и приказал Джульет следовать за ним, Джек понял несостоятельность её слов. Бен сказал Джульет, что они захватили яхту, но Сун ранила Колин.
Тем временем Дэнни Пиккет пришёл забрать Сойера и Кейт на работы. Сойер пытался спровоцировать своего тюремщика на драку, но тому неожиданно сообщили по рации, что случилось некое происшествие. Затем пленники увидели, как на носилках пронесли окровавленную Колин. Поняв, что её подстрелил кто-то из спасшихся, Сойер решил устроить побег. С помощью рычага он напустил воду в клетку и придумал план: схватить кого-нибудь из Других, когда за ним придут, и ударить его разрядом электрического тока, подведенного к кнопке. Сойера уже било током, поэтому он рассчитывал, в отличие от неподготовленного врага, выдержать удар. Далее к клеткам пришёл Бен. Он спросил, сколько Сойеру лет (тот ответил, что 32, но затем признался, что на самом деле на три года больше) и сколько он весит. Когда Бен наступил в лужу, Сойер схватил его за руку и принялся нажимать на кнопку, но Бен поведал, что отключил электричество. Так пленники узнали, что за ними ведётся видеонаблюдение. Затем Бен жестоко избил Сойера, и тот потерял сознание.
Сойер очнулся лежа на столе. Он услышал разговор Тома и Бена о том, что, после того как небо стало фиолетовым, перестала работать связь. Затем ему между зубов вставили палку — «от боли», как пояснил Бен — и поставили укол. Джек, сидя в камере, слышал крики товарища по якобы сломанному интеркому. Далее Том показал Сойеру клетку с кроликом (на его спине была нарисована цифра 8) и начал трясти её. Кролик минуту в панике пометался по клетке и затих. Бен объяснил, что кролику была сделана та же инъекция. По его словам, она влияет на организм таким образом, что при ускорении сердцебиения наступает разрыв сердца. Бен надел на запястье Сойера часы, на дисплее которых выводилось количество ударов сердца в минуту. Они должны были подать сигнал, когда пульс достигнет 125 пунктов. Кроме того, Бен пригрозил поставить Кейт такой же укол в случае, если Сойер расскажет о том, что с ним случилось.
Другие отвели Сойера обратно в клетку и выдали Кейт более подходящую для работы одежду. Когда она начала переодеваться на глазах у Сойера, он не смог отвести глаза. Часы начали пищать, сигнализируя о том, что его пульс участился. Чтобы успокоиться, Сойер облился холодной водой и раздраженно отказался объяснять своё поведение. Тем временем, пока Джек по интеркому прислушивался к разговорам Других, в его камеру ворвалась Джульет. Её одежда была в крови. Она попросила врача помочь спасти жизнь Колин. На пути в операционную его (с накинутым на голову мешком) провели мимо клеток, где содержались остальные пленники. Сойер и Кейт отчаянно кричали Джеку вслед, видимо, решив, что их товарища ведут на казнь.
В медицинском блоке Джек мельком увидел висящие на стене рентгеновские снимки. Пока вместе с Джульет он пытался спасти раненую, за их действиями наблюдали Бен, Том и Денни. Джек узнал, что Джульет была врачом, но врачом по вопросам бесплодия, и в операциях мало умела. Джек зашил печёночную артерию, но неожиданно у Колин произошла остановка сердца. Джеку понадобился дефибриллятор, но у Джульет его не оказалось, поэтому Колин, несмотря на попытки реанимировать её, умерла. От горя Пиккет пришёл в бешенство. Он бросился к клеткам и начал избивать Сойера, который, помня об инъекции, не сопротивлялся. Швырнув его к прутьям решётки и продолжая наносить удары, Пиккет спросил Кейт, любит ли она Сойера. Кейт, рыдая и умоляя прекратить избиение, сказала «да». Затем Пиккет ушёл.
В лагере выживших Десмонд решил починить крышу палатки Клер и предложил ей временно переехать с пляжа. Она отказалась, считая, что с крышей всё в порядке. Её поддержал Чарли, который сказал, что в случае необходимости устранит неполадки сам. Десмонду пришлось отступиться. Тем не менее, он взял у Пауло клюшку для гольфа и соорудил возле жилища Клер громоотвод. На вопрос Херли, не объект ли это искусства, он ответил, что проводит эксперимент. Спустя немного времени началась гроза. Крыша жилища Клер сломалась под порывами ветра, и ливень обрушился внутрь. Чарли, с подозрением глядя на Десмонда, помог Клер вытереть Аарона. Далее ударила молния и попала прямо в громоотвод. Десмонд ещё раз понял, что может видеть будущее.
Тем временем Бен приковал Джека наручниками к столу, где лежало тело Колин, и удалился. Услышав от Джека, что Колин в любом случае была обречена, Джульет спросила, не пытается ли он успокоить её. Джек возразил, что ему наплевать на её спокойствие. Пока Джульет расстегивала наручники, он спросил, что это за рентгеновские снимки, на которых изображена большая опухоль в районе позвоночника мужчины в возрасте около сорока лет. Будучи нейрохирургом, Джек понял, зачем его пленили Другие, и спросил, кого ему предстоит спасти. Кейт удалось протиснуться через потолочные прутья и выбраться на свободу. Она стала уговаривать Сойера бежать, а когда он отказался, попыталась сломать замок его клетки. Сойер попросил её спасаться одной — во имя её чувств к нему, — однако Кейт ответила, что призналась в любви лишь ради того, чтобы Пиккет прекратил его избивать. Когда Кейт залезла обратно в клетку, Сойер крикнул ей вслед — «каждый сам за себя».
Спустя некоторое время Бен предложил Сойеру прогуляться. Вспомнив эпизод с кроликом, Сойер пошутил, что тому наверняка нравится книга «О мышах и людях» Стейнбека. Пока они карабкались в гору, часы Сойера снова запищали, и он поинтересовался, не затем ли Бен предложил прогуляться, чтобы убить его. На это Бен ответил, что никакую вакцину, стимулирующую сердцебиение, ему не вводили, а часы всего лишь измеряют пульс. Более того, оказалось, что кролику просто ввели снотворное, и он жив. В подтверждение своих слов Бен достал из сумки кролика с восьмеркой на спине. Сойер заподозрил, что ему предъявили другого зверька, но Бен ответил, что не это является целью их прогулки. Взобравшись на вершину холма, Сойер в изумлении увидел вдалеке остров — тот самый, где, по словам Бена, и произошла авиакатастрофа. Так Сойер понял, что их увезли на другой остров, и пути к бегству отрезаны. На вопрос, к чему было устраивать спектакль с уколом, Бен ответил, что доверие афериста можно завоевать, только обманув его. Кроме того, Бен намекнул, что догадался о его чувствах к Кейт, хотя и Сойер и разыгрывал равнодушие. Он сказал, что необходимо, чтобы рядом был кто-то другой, иначе «человеку становится одиноко, и он заболевает». Когда Сойер спросил, что он имеет в виду, Бен ответил, что это цитата из «О мышах и людях».

## Приглашённые актёры
| Актёр             | Роль                    |
| ----------------- | ----------------------- |
| Иэн Гомес         | Мансон                  |
| Ким Диккенс       | Кэссиди Филлипс         |
| М. С. Гейни       | Том Фрэндли             |
| Майкл Боуэн       | Дэнни Пиккетт           |
| Пола Малкомсон    | Коллин Пиккетт          |
| Билл Дьюк         | начальник тюрьмы Харрис |
| Питер Руокко      | агент Фридман           |
| Дориан Бёрнс      | тюремный охранник       |
| Аристон Грин      | Джейсон                 |
| Дастин Гейджер    | Мэттью                  |
| Хантер Куинн      | заключённый             |
| Кристина Симпкинс | жена Мансона            |

## Интересные факты
- В этой серии Сойер называет Пиккета прозвищем «Чайнатаун». Это намёк на фильм Романа Полански «Китайский квартал» (1974), где у персонажа Джека Николсона был перебит нос точно так же, как и у Пиккета[1].
- Один из Других наносит Сойеру укол шприцем с большой иглой — «в грудину, как в кино». Это намек на фильм «Криминальное чтиво», где героиню Умы Турман приводили в чувство таким же способом[1].
- Название серии — это цитата из речи Джека, которую он произнес в «Белом кролике» («Формула „каждый сам за себя“ не сработает. Если мы не станем жить вместе, то умрём поодиночке»). Эти же фразы повторяются в разговоре пленников: на слова Сойера о том, что теперь «каждый сам за себя», Кейт отвечает — «живём вместе, умираем поодиночке»[1].
- Кролик с нарисованной восьмёркой на спине, которого показывают Сойеру — отсылка к книге Стивена Кинга «Как писать книги». В ней Кинг для доказательства своей мысли, что ремесло писателя — это некоторого рода телепатия, описывает сидящего в клетке белого кролика с нарисованной восьмёркой на спине. После чего он делает вывод, что хотя ни он, ни читатель мало того, что не шевелили губами, но и были разнесены в пространстве и времени, однако всё равно читатель представил себе именно то, что хотел сообщить писатель.
- Эпизод посмотрели 17.087 миллионов человек в США[2].